# Натаниъл Палмър
Натаниъл Браун Палмър (на английски: Nathaniel Brown Palmer) е американски ловец на тюлени, изследовател на Антарктика.

## Биография
Роден е на 8 август 1799 година в Стонингтън, щат Кънектикът, САЩ.
На 16 ноември 1820 г. като капитан на шхуната „Херо“ (герой) открива остров Тринити (63°49′ ю. ш. 60°44′ з. д. / 63.816667° ю. ш. 60.733333° з. д.). През 1821 – 1822 г. участва в експедицията на Джордж Пауел, която открива Южните Оркнейски о-ви.
През 30-те години на ХІХ век напуска китоловния бранш и се отдава на търговска дейност. Използва своите умения за подобряване на бързоходността на ветроходните кораби с цел намаляване на времето за транспортиране на експресни товари. Активно работи по усъвършенстването на корпусите и такелажа на ветроходните търговски кораби. През 1843 г. поставя рекорд за преминаване на разстоянието от Бостън до Хонконг за 111 дни.
Умира на 21 юни 1877 година в Сан Франциско на 77-годишна възраст.

## Памет
Неговото име носят:
- архипелаг Палмър (64°15′ ю. ш. 62°50′ з. д. / 64.25° ю. ш. 62.833333° з. д.), в Антарктика, край северозападното крайбрежие на Антарктическия п-ов;
- Земя Палмър (71°30′ ю. ш. 65°00′ з. д. / 71.5° ю. ш. 65° з. д.), южната половина на Антарктическия п-ов;
- полярна станция Палмър (64°46′ ю. ш. 64°03′ з. д. / 64.766667° ю. ш. 64.05° з. д.), американска полярна станция на остров Анвер, край северозападното крайбрежие на Антарктическия п-ов.